# Jacques Labeyrie
Pour les articles homonymes, voir Labeyrie.
Jacques Labeyrie est un physicien et climatologue français né le 7 juin 1920 à Paris et mort le 9 mars 2011 à Orsay.

## Biographie
Diplômé de la 59e promotion de l'École Supérieure de Physique et Chimie Industrielle de la Ville de Paris (1940–43), ainsi que de la Faculté des sciences de Paris, Jacques Labeyrie était ingénieur et docteur en sciences physiques. Au sortir de l'école, en 1943, il a été intégré au CNRS et est devenu l'assistant de Frédéric Joliot-Curie au collège de France. En 1946, la recommandation de Joliot lui a permis d'être admis au Commissariat à l'énergie atomique. À partir de 1955, il y est devenu  chef de service de la section d'électronique physique  jusqu'en 1982. Parallèlement, il a fondé et dirigé le Centre des faibles radioactivités au CNRS à Gif-sur-Yvette à partir de 1969, ceci jusqu'à sa retraite en 1985.
Il a écrit de nombreux articles dans les domaines de la physique nucléaire et de l’électronique nucléaire, ainsi que de la géophysique. Il était officier de l’ordre national du Mérite.
Il était le fils d'Émile Labeyrie, gouverneur général de la Banque de France, premier président de la Cour des comptes, et d'Andrée de la Borie de la Batut, ainsi que le frère ainé de Vincent Labeyrie, en même temps que le cadet de Marianne, Claude, Henri et Catherine.
Il s'est marié le 13 juillet 1942 avec Françoise Prunières. Ils ont eu trois enfants, l'astrophysicien Antoine Labeyrie, l'océanographe Laurent Labeyrie et le médecin Étienne Labeyrie.

## Engagements politiques et sportifs
Selon le Maitron, après 1944, Jacques Labeyrie fut membre de l'UJRF (ou Mouvement des jeunes communistes de France). C'est dans ce cadre et avec un groupe de jeunes étudiants adhérent de l’UJRF qu'il participa en 1948 avec Georges Charpak, Yves Koechlin, René Picard et beaucoup d'autres à l'aventure de la création du GUMS, Groupe universitaire de montagne et de ski, dont il fut le premier Président,. Ce groupe popularisait à l'époque l'apprentissage de la varappe et de l'alpinisme sur les rochers de la forêt de Fontainebleau.
Il pratiqua très tôt l'alpinisme et la spéléologie à un haut niveau. Il contribua ainsi en 1951 à la découverte du Gouffre de la Pierre St Martin avec ses amis Marcel Loubens, Robert Levi et Haroun Tazieff,. En 1952, revenant poursuivre l'exploration de ce gouffre, il raconte comment il y aurait découvert, le 12 août, avec son ami Marcel Loubens, une salle, origine probable d'un ancien lac souterrain, «Le lac fossilisé», mais dont on n'a pas encore retrouvé l'entrée. Le lendemain, avec son ami Haroun Tazieff, ils assisteront, impuissants, à la chute de Loubens, puis à son décès. Il dut, avec ses camarades, l'inhumer sur place. Il relate ces explorations dans un ouvrage publié en 2005 : Les découvreurs du Gouffre de la Pierre Saint-Martin.

## Distinctions
- Officier de l'ordre national du Mérite

## Publications
- Mesure de la concentration des aérosols radioactifs émetteurs alpha, université de Paris, commissariat à l'Énergie atomique, 1954.
- Corrélations entre le dépôt de plomb 210 dans l'Antarctique et l'activité solaire, par G. Lambert, M. Nezami et Jacques Labeyrie, Paris, Expéditions Polaires Françaises, 1965.
- Les Méthodes quantitatives d'étude des variations du climat au cours du Pléistocène, Colloques internationaux du CNRS, Paris, Éditions du CNRS, 1974.
- Le retour des glaciers, par Peter Kaiser, Denise Meunier et Jacques Labeyrie, Paris, Fayard, 1975.
- Datations absolues et analyses isotopiques en préhistoire, méthodes et limites Congrès de l'Union internationale des sciences préhistoriques et protohistoriques, par Jacques Labeyrie et Claude Lalou, Paris, CNRS, 1976.
- Datations absolues et analyses isotopiques en préhistoire, méthodes et limites, datations du remplissage de la Caune de l'Arago à Tautavel, par Henry de Lumley et Jacques Labeyrie, Colloque international du CNRS, Tautavel, 1981.
- L'homme et le climat, Denoël, avril 1985,  (ISBN 978-2207231036) ; réédition augmentée au Seuil collection Points Sciences, février 1993,  (ISBN 978-2020195492).
- Le génie océanique : en France, en Europe et dans le monde, Plouzané, Ifremer, 1999.
- Les découvreurs du gouffre de la Pierre Saint-Martin, Pau, Cairn, 2005.